# Trattato di Parigi (maggio 1796)
Il trattato di Parigi del 1796 fu l'accordo di pace che portò il 26 fiorile IV alla cessazione di ostilità tra la Prima Repubblica francese ai tempi del Direttorio e il Regno di Sardegna retto da Vittorio Amedeo III, in seguito alla sconfitta sabauda nella prima Campagna d'Italia guidata da Napoleone Bonaparte.

## Premesse
Il 28 aprile 1796 veniva firmato tra la Repubblica Francese ed il Regno di Sardegna l'armistizio di Cherasco alle seguenti condizioni: cessione alla Francia di Nizza e della Savoia; occupazione del territorio da Demonte ad Alessandria e delle fortezze di Ceva, Cuneo e Tortona; la neutralità del Regno Sardo; il libero passaggio dell'esercito francese.
Durante le trattative per l'armistizio Napoleone fondò ad Alba una Repubblica, da dove si adoperò, per richiamare tra le sue file, patrioti italiani che fossero presenti sia in forze austriache che in quelle piemontesi, affinché si unissero a lui nella scacciata degli austriaci dal suolo lombardo.
Questo accelerò le trattative di resa tra lui e Vittorio Amedeo III di Savoia.

## Termini del trattato
Il 15 maggio 1796 fu ratificato il trattato di pace a Parigi, con termini pesantissimi per i sabaudi:
- disarmo dell'esercito sardo e sua diminuzione a 10.000 uomini;
- spostamento dei migliori reparti nell'isola di Sardegna fino a conclusione della guerra;
- la cessione del Ducato di Savoia, della Contea di Nizza, della Contea di Tenda e di Breglio;
- smantellamento delle fortezze di Exilles, Brunetta e Susa;
- occupazione di Casteldelfino, Alessandria, Valenza e dell'Assietta, da restituirsi al termine della guerra contro gli altri coalizzati;
- mantenimento delle truppe francesi;
- la Francia sarebbe diventata partner commerciale privilegiato;
- requisizione delle navi nemiche presenti nei porti del Regno Sardo;
- chiusura dei territori del regno Sardo agli eserciti nemici della Francia, la quale invece si garantiva libertà di passaggio.[1]